# Lexikon des internationalen Films
Le Lexikon des internationalen Films (litt. « Dictionnaire du cinéma international » en allemand) est un ouvrage de référence en plusieurs volumes contenant des critiques de films et d'autres entrées sur tous les films de cinéma et de nombreux téléfilms qui ont été diffusés en Allemagne depuis 1945. Il est constamment mis à jour et certaines parties sont également disponibles dans différentes bases de données cinématographiques.
L'ouvrage a été édité jusqu'en 2018 par la revue Filmdienst et depuis lors par l'éditeur de Filmdienst, la Katholische Filmkommission für Deutschland. 
Le Lexikon des internationalen Films est basé sur les critiques de films de la revue Filmdienst, qui paraît depuis 1947 et trouve son origine dans la critique cinématographique catholique. En 1987, le lexique a été publié en dix volumes par la maison d'édition Rowohlt. En 1995, la maison d'édition a publié une nouvelle édition, également en dix volumes. En 2002, les éditions Zweitausendeins ont actualisé l'ouvrage de référence et l'ont publié sous la forme d'un lexique cinématographique en quatre parties, dans lequel les films ont été en partie réévalués. Depuis 1987, un volume complémentaire est publié pour mettre à jour l'ouvrage encyclopédique ; il est d'abord paru tous les deux ans, puis annuellement à partir de 1995. Depuis 2001, les volumes annuels du Dictionnaire du cinéma international sont publiés par la maison d'édition Schüren.
Depuis 2004, les différentes critiques sont également disponibles dans les Munzinger-Archiv, qui nécessitent une inscription. La source primaire pour la recherche en ligne est le portail du Filmdienst, où les informations sur les films et les résumés des critiques sont librement accessibles ; les critiques longues ne sont accessibles que sur inscription. Le site Filmdienst accorde également une licence pour cette offre en ligne à d'autres bases de données, par exemple bs-net.de. De telles bases de données ne prétendent pas nécessairement être exhaustives.